# Цифанская, Людмила Альфредовна
Людмила Альфредовна Цифанская (род. 9 января, 1949, Феодосия) — израильская, ранее советская, шахматистка, мастер спорта СССР по шахматам (1976), международный мастер среди женщин (1996), чемпионка Белорусской ССР по шахматам среди женщин (1978), двукратная чемпионка Израиля по шахматам среди женщин (1994, 1996), участница чемпионата СССР по шахматам среди женщин (1967).

## Биография
Отец — военнослужащий, участник Великой Отечественной войны Альфред Шнеерович Цифанский (1924, Киев — 2006). Окончила Новосибирский электротехнический институт (ныне Новосибирский государственный технический университет). Воспитанница тренера П. Зорина. В 1967 году участвовала в чемпионате СССР по шахматам среди женщин. В 1975 году стала бронзовым призёром чемпионата РСФСР по шахматам среди женщин. В 1977 году была вице-чемпионкой Вооружённых Сил по шахматам среди женщин. В 1978 году победила на чемпионате Белоруссии по шахматам среди женщин. Два раза в составе команд спортивного общества Вооружённых Сил (1968) и «Спартак» (1982) участвовала в розыгрышах командного Кубка СССР по шахматам, и в 1968 году стала серебряным призёром в командном зачёте.
С 1992 года живёт в Израиле. Два раза побеждала на чемпионатах Израиля по шахматам среди женщин (1994, 1996), а также была вторым призёром чемпионата в 2014 году.
Представляла сборную Израиля на крупнейших командных шахматных турнирах:
- в шахматных олимпиадах участвовала четыре раза (1994—2000);
- в командном чемпионате Европы по шахматам участвовала три раза (1992—1997, 2005).